# Tacharanita
La tacharanita és un mineral de la classe dels silicats. Rep el seu nom del terme gaèlic tacharan (canviant), perquè el mineral es descompon en altres compostos si es deixa a l'aire.

## Característiques
La tacharanita és un silicat de fórmula química Ca₁₂Al₂Si18O33 (OH)36. Cristal·litza en el sistema monoclínic. La seva duresa a l'escala de Mohs és 5. Pot semblar visualment similar a la tobermorita.
Segons la classificació de Nickel-Strunz, la tacharanita pertany a «09.HA - Silicats sense classificar, amb alcalins i elements terra-alcalins» juntament amb els següents minerals: ertixiïta, kenyaïta, wawayandaïta, magbasita, afanasyevaïta, igumnovita, rudenkoïta, foshallasita, nagelschmidtita, caryocroïta, juanita, oyelita, denisovita i tiettaïta.

## Formació i jaciments
Va ser descoberta a la ciutat de Portree, a la península de Trotternish, a l'illa de Skye, a Escòcia, Regne Unit. Als territoris de parla catalana únicament ha estat descrita al volcà de Sant Corneli, a la localitat de Fogars de la Selva, al Maresme (província de Barcelona).